# 南塔街道 (沈阳市)
南塔街道，是中华人民共和国辽宁省沈阳市沈河区下辖的一个乡镇级行政单位。

## 行政区划
南塔街道下辖以下地区：
荟萃社区、南塔社区、萃苑社区、文荟社区、天坛社区、柳塘社区、富民社区、丰乐社区、溪林社区、长青社区和沈水社区。